# Cryptantha angustifolia
Cryptantha angustifolia là loài thực vật có hoa trong họ Mồ hôi. Loài này được (Torr.) Greene mô tả khoa học đầu tiên năm 1887.